# كيت هوارث (كاتبة)
كيت هوارث (بالإنجليزية: Kate Howarth)‏ هي كاتِبة أسترالية، ولدت في 1950.